# 廣東中山日報
廣東中山日報是中華民國時期中國國民黨於廣東省之黨報。下設廣州中山日報。

## 廣州中山日報
1941年，汪精衛系國民黨於廣州光復中路四十八號出版中山日報(汪偽淪陷區版)。

## 主要職員
督印人：黨官李光和；總編輯：張伯蔭。

## 主要經濟支持者
汪精衛舅仔陳耀祖 (市長)。

## 廣告收入
當時廣州唯一刊登買賣屋宇、土地、農田和刊登法律廣告有效報紙。

## 版面
每日出紙一張：第一版要聞；第二版中國新聞；第三版省市新聞；第四版副刊，名「新天地」，有李凡天之漫畫「三少爺」，王香琴、鄧繼禹、冼細柳等人之小說。